# Tessa Jowell
Tessa Jane Helen Douglas Jowell, baroness Jowell, OBE, PC, (født Palmer, den 17. september 1947, død 12. maj 2018) var en britisk politiker, der repræsenterede Labour. Hun var parlamentsmedlem for Dulwich and West Norwood fra 1992 og til sin død. Tidligere var hun medlem af både Tony Blairs og Gordon Browns kabinetter. Efter Labours valgnederlag til de Konservative var hun i Labours skyggekabinet med ansvar for OL i London i 2012, og skyggeminister for the Cabinet Office.